# الكحول في الأردن

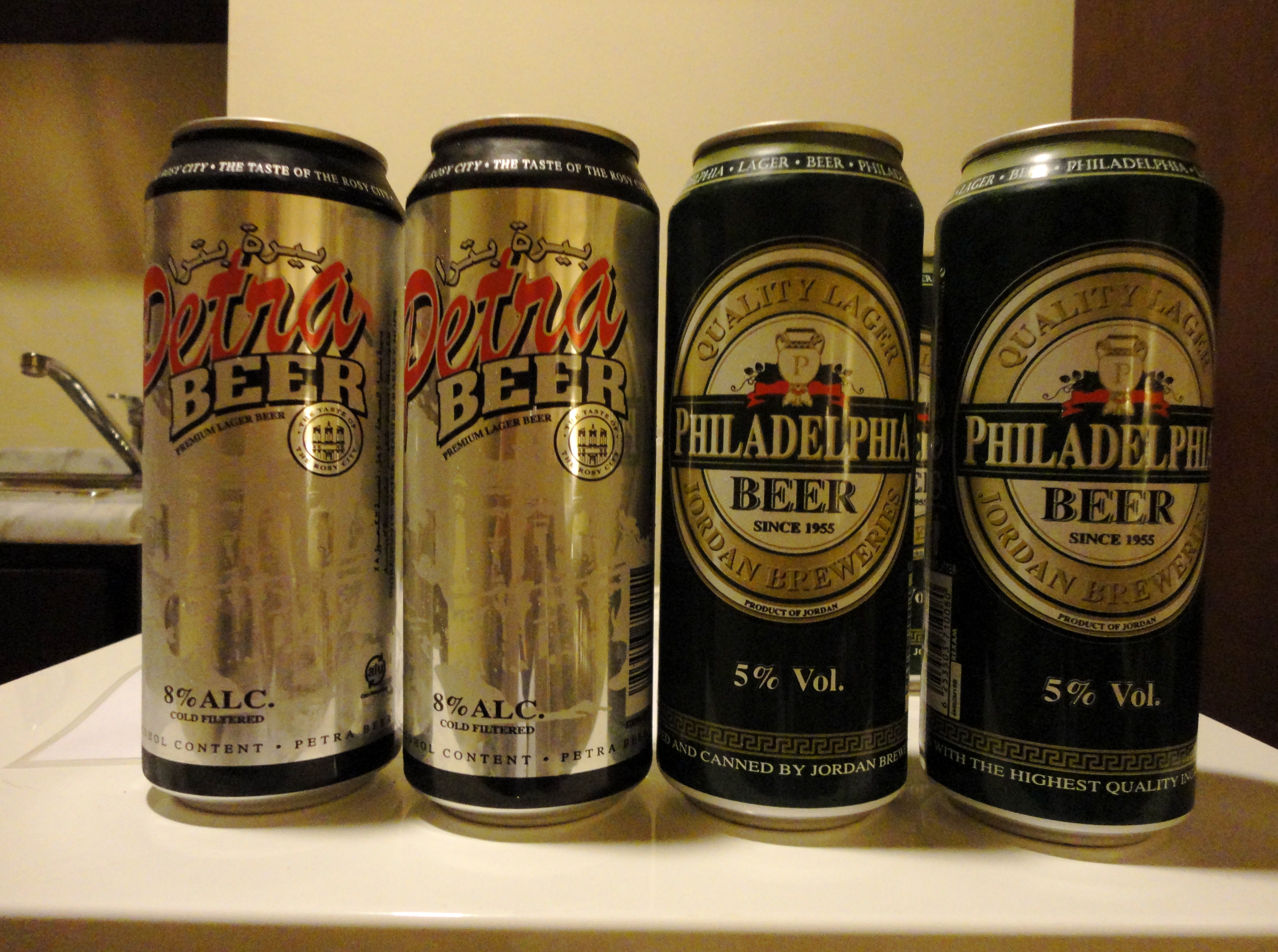
بيرة فيلادلفيا وبيرة بترا هما من أنواع البيرة المنتجة محلياً في الأردن

للمشروبات الكحولية تاريخ طويل في الأردن لكونه من بلاد الشام وهي منطقة يعود إنتاج الكحول فيها إلى الألفية الرابعة قبل الميلاد. وفي هذا العصر، يسمح القانون الأردني بصنع وبيع المشروبات الكحولية ضمن شروط معينة. حيث يسميها بالمشروبات الروحية. يُصنع في الأردن مختلف أنواع المشروبات الكحولية وتوجد في أغلب محافظات المملكة «خمارات»، أي محال بيع الكحول، بينما يقتصر وجود الحانات لتقديمها على العاصمة والعقبة وبعض الفنادق السياحية في المحافظات. تشير منظمة الصحة العالمية بأن نسبة مستهلكي الكحول في الأردن بسنة 2010 كانت 15.2% من عدد السكان وهذه النسبة تشمل السياح والزوار كذلك،[محل شك] أما بالنسبة لنوع المشروبات الكحولية المستهلكة، استُهلكت بسنة 2010 ما مجموعه 4,518,500 ليتراً من الكحول الصافي (إيثانول)، يفضله الأردنيون بنسبة 75% بشكل مشروبات روحية مقطرة (كالعرق أو الويسكي)، وبنسبة 23% من البيرة (الجعة)، بينما كان النبيذ أقل الكحوليات شيوعاً بنسبة 2% من مجمل أنواع المشروبات الكحولية المستهلكة.

## القوانين

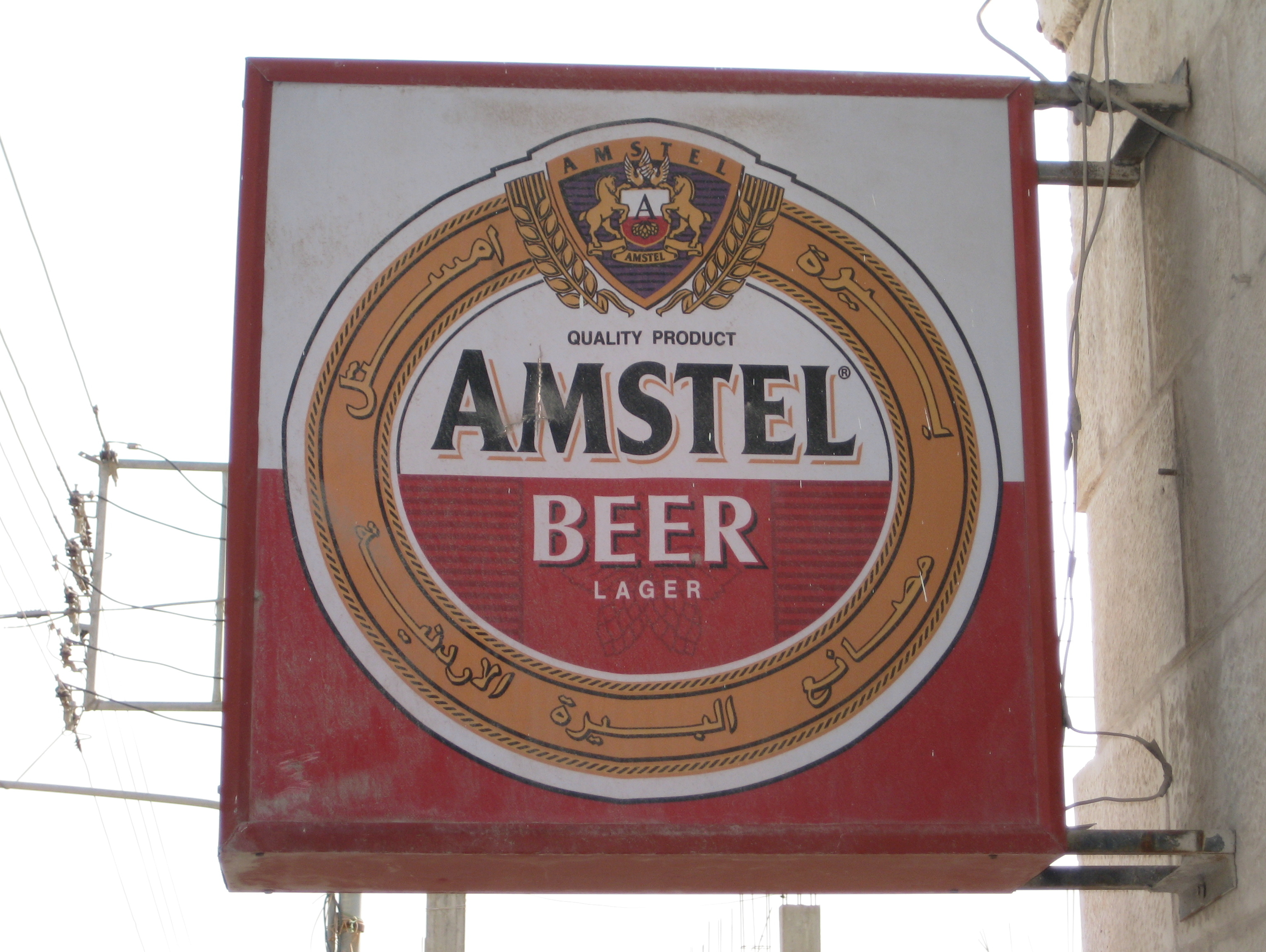
لافتة فوق محل لبيع البيرة في العاصمة الأردنية عمان

تسمح القوانين الأردنية بصنع وبيع واستهلاك الكحول ضمن شروط خاصة، مثلاً يمنع بيعها لمن هم أقل من 18 سنة. وتفرض الحكومة الأردنية ضرائب كبيرة على المنتجات الكحولية ما يرفع من سعرها. بينما تصدر وزارة الداخلية تعليمات خاصة تمنع بموجبها بيع المشروبات الكحولية بشهر رمضان ليلة الإعلان عنه من كل سنة وتعلن عن منع بيعها أيضاً بأيام العطل والمناسبات الدينية الإسلامية كليلة الإسراء والمعراج. وتوجد تشريعات تتعامل مع قيادة المركبات تحت تأثير المشروبات الروحية 

## تاريخ المشروبات الكحولية في الأردن

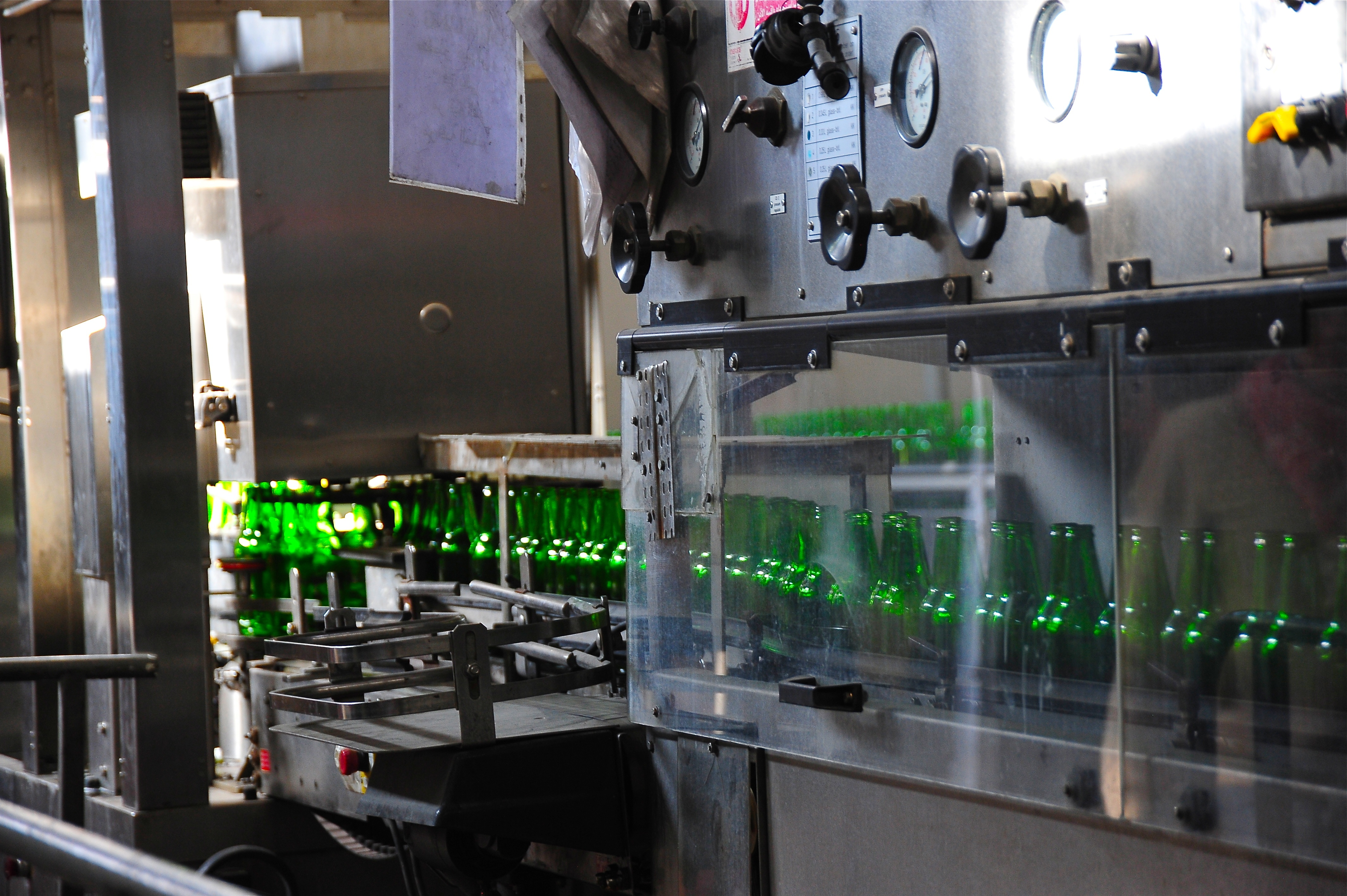
مصنع لإنتاج بيرة أمستل في الأردن

لم يتوقف عبر التاريخ إنتاج المشروبات الكحولية المخمرة (كالجعة والنبيذ) والمقطرة فيما بعد (العرق مثلاً) إذ توجد بمختلف المحافظات الأردنية آثار معاصر للكرمة من مختلف العصور، مثلاً يعود اسم مدينة الطفيلة إلى دي تيفلوس في اللاتينية وتعني أم الكروم لكثرة إنتاج كرمة النبيذ بها حينها، بينما كان العنب من المحاصيل التي زرعها الأنباط بما هو الآن جنوب الأردن وصنعوا منه نبيذاً، بينما تزين النقوش التي تمثل كرمة العنب الكثير من الآثار النبطية. ويرد ذكر بعض المناطق التي هي الآن في الأردن والتي كانت في قبل الإسلام وبالعصور الأولى له تشتهر بصناعة الخمور كقرية بيت راس في محافظة إربد الآن، إذ يقول حسان بن ثابت
وكلك وجدت تنقيبات أثرية وجود معاصر للنبيذ في القرنين السادس والسابع الميلادي بمنطقة صياغة. أما في العصر المملوكي، فلقد كانت تصنع الخمور في شرق الأردن لكثرة إنتاج وتكرير السكر من قصب السكر في غور الأردن، كمنطقة طواحين السكر.

وفي العصر الحديث، عرف سكان ما هو الآن الأردن أنواعاً مختلفة من الخمر، منها نبيذ ينسب إلى صرخد (القرية في جبل العرب في سوريا)، يظهر بشعر نمر بن عدوان (وهو باللهجة البدوية):
وهنا يصف نمر العدوان زوجته وضحا وهو يرثيها بما معناه كلامها لطيف كاقتطاف الأثمار وبين ثناياها (مقبلها) يشبه خمراً بيد صاحب الخمر (الخَمَّار)، ونسبة الخمر إلى صرخد تبدو قديمة، إذ يقول الشاعر الراعي النميري في القرن الثامن
وببدايات القرن العشرين، كانت الخمور تنتج من الفاكهة المتوفرة كالعنب والتين يذكر مثلاً بالتقارير الحكومية بسنة 1935 كان إنتاج الكحول 49326 ليتراً من المسكرات (العرق المقطر) والخمور (النبيذ والجعة) كانت أكبر كمية منتجة بين شهري تموز وأيلول لكونه موسم جني الثمار كالعنب الأساسي لصنع العرق والنبيذ.

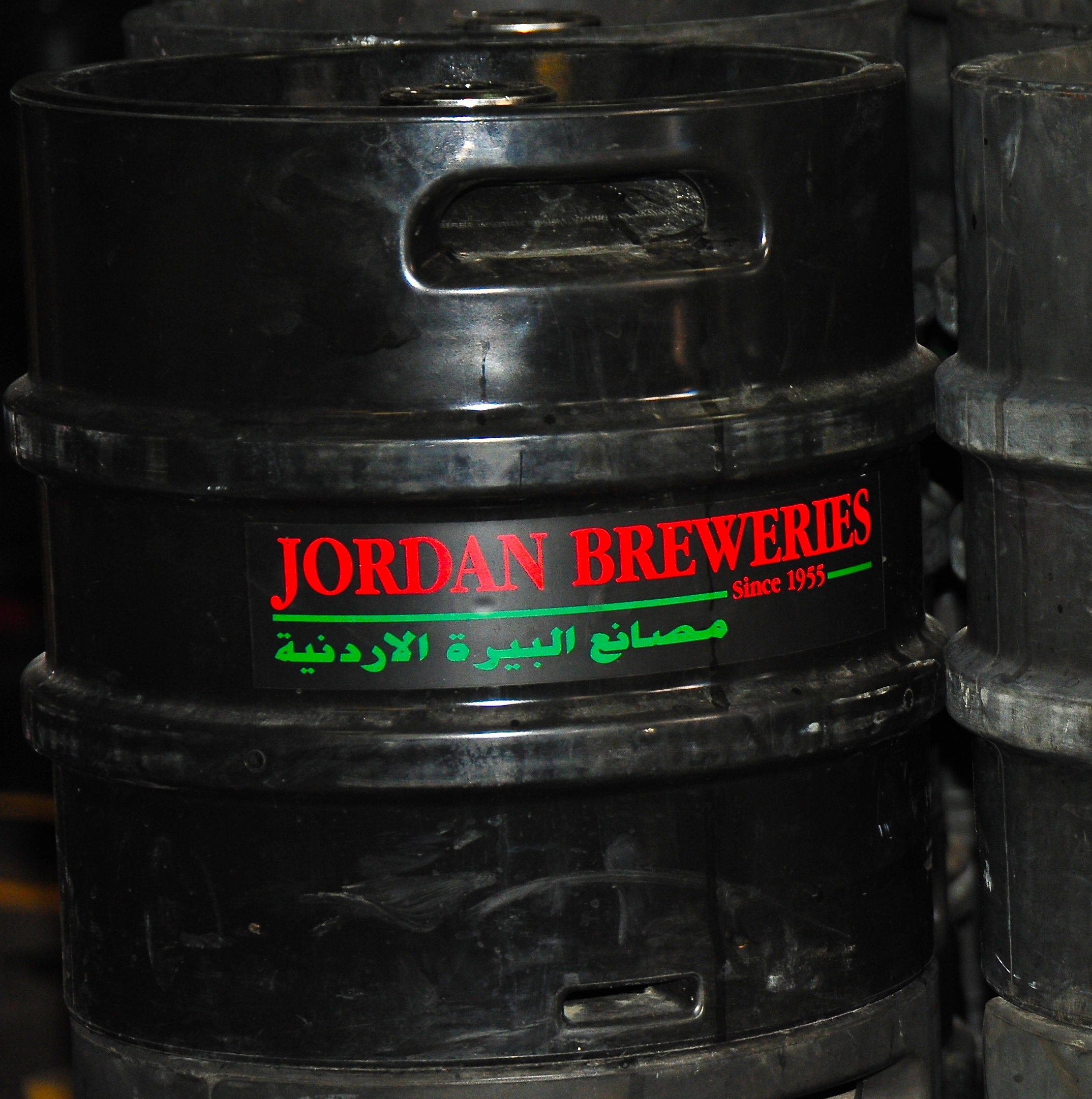
برميل بيرة من أحد مصانع البيرة في الأردن

ولعل أشهر محبي الخمرة بذلك الوقت في الأردن كان الشاعر مصطفى وهبي التل (عرار) الذي أطلق على نفسه لقب «أخو نشوات عربيد» كما بقصيدته:

## صناعة المشروبات الكحولية

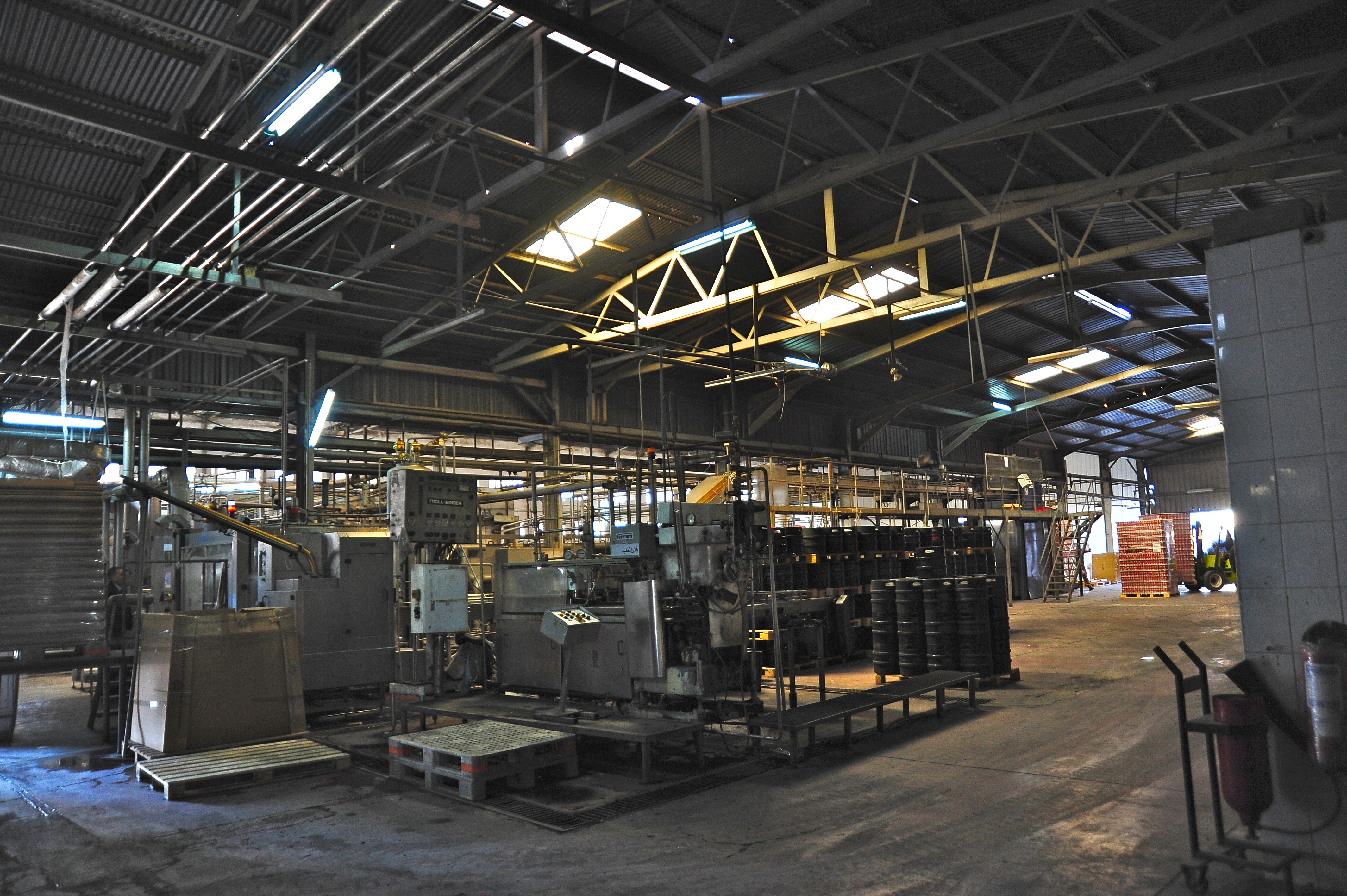
شركة مصانع البيرة العربية في عمان الأردن

تم افتتاح أول مصنع للبيرة بسنة 1954 حين بدأ إنتاج بيرة (امستل) في الأردن بعد الحصول على تصريح من الشركة الأم في هولندا. وافتتح أو مصنع لتقطير الكحول، لإنتاج العرق، بسنة 1970. وتوالى افتتاح المصانع إلى أن تم افتتاح أول معمل مصغر لإنتاج البيرة الأردنية باسم كاراكيل بسنة 2009.

### أنواع المشروبات المصنعة في الأردن
يصنع في الأردن مختلف أنواع المشروبات الكحولية، لكن تشتهر الأردن بثلاث مشروبات هي:
- البيرة (امستل وبترا مثلاً)
- العرق (عرق الزعمط وعرق حداد مثلاً)
- النبيذ (نبيذ جبل نبو وسانت جورج مثلاً)